# Plebejus minutissimus
Plebejus minutissimus är en fjärilsart som beskrevs av Tutt 1909. Plebejus minutissimus ingår i släktet Plebejus och familjen juvelvingar. Inga underarter finns listade i Catalogue of Life.